# 布雷若杜克鲁兹
布雷若杜克鲁兹是巴西帕拉伊巴州的一个市镇。总面积398.917平方公里，总人口11492人，人口密度28.8人/平方公里。